# سیارک ۱۷۶۹۴
سیارک ۱۷۶۹۴ (به انگلیسی: 17694 Jiranek، نامگذاری:1997ET1) هفده هزار و ششصد و نود و چهارمین سیارک کشف شده‌است که در ۴ مارس ۱۹۹۷ کشف شد.
قدر مطلق سیارک برابر ۱۳٫۸۰ است.